# ويد ودورث
ويد ودورث (بالإنجليزية: Wade Woodworth)‏ هو مدير فني أمريكي، ولد في 23 أغسطس 1905 في بروفيدنس في الولايات المتحدة، وتوفي في 29 يونيو 1992 في مقاطعة فولوسيا في الولايات المتحدة.